# Melrose (Massachusetts)
Pour les articles homonymes, voir Melrose.
Melrose est une ville de l’État du Massachusetts, au nord-est des États-Unis d’Amérique. Elle est située dans la région métropolitaine de Boston. La municipalité compte 26 983 habitants en l’an 2010. Cette municipalité est une banlieue située à environ 11 km de Boston.
Le territoire actuel de Melrose a été découvert en 1628. Il a fait partie de Charlestown, puis de Malden avant de devenir le village de Melrose en 1850, puis la ville de Melrose en 1900.

## Histoire
Melrose s’appelle d'abord "Ponde Fielde" (Champ aux Étangs) à cause du grand nombre d'étangs et de ruisseaux qu'elle comporte. Elle s'appelait également "Mystic Side" parce qu'elle se situe dans une vallée au nord de la Mystic River. La région est découverte par Richard et Ralph Sprague en 1628. À la suite de disputes concernant les limites des diverses villes de la région, elle est intégrée à Charlestown en 1633. En 1649, la ville de Malden qui comprend alors presque tout le territoire actuel de Melrose, s'incorpore et se scinde ainsi de Charlestown.
Jusqu'au milieu du XIXe siècle, Melrose se nomme « North Malden » (Malden du nord) et est une communauté agricole peu peuplée. En 1845, le Boston and Maine Railroad construit trois gares dans la région de Melrose. Il s'agit des gares actuelles de Wyoming Hill, Melrose/Cedar Park et Melrose Highlands. Des ouvriers bostonnais désirant le calme de la campagne y déménagent alors. Étant donné la distance entre Melrose et le centre de Malden, les citoyens de Melrose demandent la séparation des deux villages à partir de 1848. Ceci leur est donné et Melrose s'incorpore en tant que village en 1850. En 1853, la région actuellement connue sous le nom de Melrose Highlands, est transférée de Stoneham à Melrose.
La population continue de croître au cours du XIXe siècle. Les résidences et les commerces remplacent peu à peu les fermes. Le village se construit un hôtel de ville et établit son propre service de pompiers ainsi que sa propre commission scolaire en 1873. En 1899, le village devient la 33e municipalité de la région de Boston à s'incorporer en tant que ville et Levi S. Gould en devient le premier maire en 1900.
La population de Boston atteint son maximum de 33 180 habitants en 1970 et décroit lentement depuis. Le 1er avril 1982, le centre-ville de Melrose est ajouté au Registre national des lieux historiques. Depuis 1988, la bibliothèque municipale est aussi inscrite à ce registre.

### Origine du nom
La ville de Melrose tient son nom de la ville écossaise du même nom. Le nom est adopté à la suite de la suggestion d'un résident de longue date d'origine écossaise nommé William Bogle. Le nom est d'origine gaélique et n'a aucun rapport avec les roses.

## Géographie
Melrose se situe au 42° 27′ 33″ N, 71° 03′ 44″ O (42.459045, -71.062339).
Selon le Bureau du recensement des États-Unis, la ville a une superficie de 12 km2 dont seulement 1,26 % est recouverte d'eau. Le plus grand cours d'eau est Ell Pond situé au centre de la ville.
Melrose se situe à environ 11 km au nord de Boston. Elle est bordée par Malden, Stoneham, Wakefield et Saugus.

## Politique
Robert J. Dolan est le maire de Melrose depuis 2002. Au niveau de l'État, Melrose est représenté par Paul Brodeur à la Chambre des représentants du Massachusetts et par Jason Lewis au Sénat. Au niveau fédéral, Melrose fait partie de la cinquième circonscription du Massachusetts, représentée au congrès des États-Unis par Katherine Clark. Le Massachusetts est représenté au Sénat des États-Unis par Edward Markey et Elizabeth Warren. Toutes ces personnes sont des démocrates.
Le conseil municipal de Melrose compte onze membres. Quatre d'entre eux sont élus directement par la population entière de la ville, tandis que les sept autres sont élus par les électeurs des sept districts de la ville. Depuis 2007, le maire est élu pour une période de quatre ans et siège également à la commission scolaire. Les conseillers municipaux sont élus pour deux ans. Les élections sont tenues à chaque année impaire.
| Démocrates    | 6 801  | 35,84 % |
| Républicains  | 2 263  | 11,93 % |
| Aucun parti   | 9 816  | 51,73 % |
| Autres partis | 86     | 0,41 %  |
| Total         | 18 976 | 100 %   |

## Population
Lors du recensement en 2010, Melrose comptait 26 983 habitants, 11 213 foyers et 7 076 familles. 91,1 % de la population était de race blanche, 2,4 % était afro-américaine, 0,1 % était amérindienne, 3,8 % était asiatique et 0,9% était d'autres races. 1,7 % de la population était de race mixte. Les Latinos, toutes races confondues, formaient 2,5 % de la population.
Il y avait 11 213 foyers dont 28,4 % comprenait des enfants de moins de 18 ans, 51,4 % étaient des couples mariés vivant ensemble, 9,1 % étaient dirigés par une femme sans mari, et 36,9 % ne sont pas des familles. 31,3 % des maisonnées étaient formés d'individus vivant seuls et 13,5 % des maisonnées étaient formés d'une personne de 65 ans et plus vivant seule. La taille moyenne des maisonnées était de 2,38 personnes et les familles comptaient en moyenne 3,05 membres.

## Personnalités
L'archer George Bryant (1878-1938), double champion olympique, est né à Melrose.